# André Chardonnet
André Chardonnet, né le 8 octobre 1923 à Paris et mort le 20 août 2005 à Bourges, est un homme d'affaires français. Il a notamment été l'importateur des marques automobile Lancia et Autobianchi en France.
Il a également importé les marques Véritas, AC, Bristol, Neckar, Siata, Fiat-Polski/FSO, Zastava, ARO, Maruti, Bertone et Maserati. Ces marques étaient distribuées via le Réseau Chardonnet, qui comptait au sommet de son activité en 1986/1987, 710 concessionnaires et agents dans toute la France.
Avec son concurrent direct Jacques Poch, il a été l'un des deux plus grands importateurs privés d'automobiles étrangères en France.
Il est le grand-père du pilote de rallye français, Sébastien Chardonnet.

## Biographie
Son père est un agent d'assurance auvergnat "émigré" à Pantin, près de Paris. Après avoir travaillé avec son père, André Chardonnet gagne sa vie pendant la guerre comme livreur de journaux sur les routes d'Auvergne.
Il revient à Paris vendre des assurances et propose notamment des contrats d'assurance aux propriétaires de chevaux. À la fin de la guerre, il achète un garage à Pantin, rue Étienne Marcel, pour revendre les véhicules qu'il achète aux Domaines. C'est là que sera le siège de sa future entreprise, Chardonnet SA, pendant plus de vingt ans.
Agent Simca, il vend également des voitures d'occasion de toutes marques et, passionné par les motos de marque BMW, il obtient l'importation des pistons Mahle et de nombreuses autres pièces détachées germaniques. Puis, à partir de 1949, il va se faire connaître en important la marque allemande Véritas puis la marque britannique Bristol. De ce fait, il ouvre un hall d'exposition au 48 avenue Kléber à Paris. Ce « show-room » restera le lieu d'exposition parisien de la société Chardonnet jusqu'en 1991. Parmi ses clients, un futur président de la République, Georges Pompidou. Puis c'est AC Bristol qui s'ajoute à ce début de longue liste.

### Liens italiens
En 1959, l'importation de Neckar, une marque allemande qui fabrique des Fiat sous licence, va lui apporter une diffusion importante et lui permettre de commencer à constituer un véritable réseau d'agents. C'est le début du Réseau Chardonnet qui va finalement compter jusqu'à un peu plus de 710 concessionnaires et agents dans toute la France au milieu des années 80.
André Chardonnet tisse des liens étroits avec Piero Bonelli, le dirigeant de Neckar qui est également responsable des exportations du groupe Fiat, au point qu'il va influencer la création de certains modèles comme le cabriolet 1100, baptisé « St Trop » et carrossé chez Michelotti. C'est le premier modèle spécifique obtenu par Chardonnet et il y en aura d'autres, à commencer par le coupé Mistral réalisé par Siata sur la base de la Fiat 1300/1500. Il vendra plus de 30 000 exemplaires en moins de dix ans.
En 1962, Bonelli fait appel à lui pour vendre en France les petites Autobianchi Bianchina que Simca n'a pas su vendre de façon satisfaisante depuis leur apparition en 1957. Ces dérivés de Fiat 500 vont prendre des appellations spécifiques pour le marché français et André Chardonnet propose des « Texane », « Lutèce » et autres « Eden-Roc ». Sur base de Fiat 600, il sera à l'origine du cabriolet Stellina à carrosserie en fibres de verre puis de la Siata Spring 850, aux faux airs de MG d'avant-guerre.
Autre voiture importante, l'Autobianchi Primula, qui est la première traction-avant du groupe Fiat (et la deuxième italienne après la Lancia Flavia de 1960) due à la persévérance de l'ingénieur Dante Giacosa. Elle est présentée au salon de Turin à la fin de 1964 et Chardonnet l'importe dès le début 1965 quand Renault lance sa R 16 et Peugeot sa 204, elles aussi dans la mouvance « traction-avant ». Le succès est au rendez-vous et Chardonnet devient le premier importateur de la marque hors d'Italie.
Suivent l'Autobianchi A111, une berline cossue mais difficile à vendre en France car taxée de huit chevaux fiscaux, et bien sûr, l'A112. Cette petite voiture, présentée en 1969, restera attachée pour l'éternité à la mémoire de « Doudou ». Lui et son réseau vont pulvériser les ventes à tel point qu'en sortie de chaîne d'assemblage, lorsque les étiquettes qui indiquent le pays de destination sont apposées sur les pare-brises, les véhicules destinés à la France portent simplement une étiquette « Chardonnet ».
Par sécurité, Chardonnet ajoute encore d'autres marques à son catalogue : la polonaise Polski-Fiat/FSO et la yougoslave Zastava.
Forte de sa réussite, les locaux de Pantin étant devenus trop petits, l'entreprise déménage en 1970 pour Bobigny où elle restera 18 ans.

### Autobianchi et Lancia
En 1973, André Chardonnet obtient l'importation de la marque italienne Lancia, qui sera effective à partir du 1er janvier 1974. Dès lors, il développe la notion de séries spéciales grâce auxquelles il réussit souvent à valoriser des modèles de fins de série et qui deviennent de véritables cas d'école.
En 1975, est commercialisée une version de l'Autobianchi A112 qui va durer dix ans, l'Abarth 70 HP. Là aussi, Chardonnet use de son influence et l'ingénieur Lampredi accepte d'offrir une grande sœur à l'Abarth 58 ch, née en 1971. Contrairement à la version de 58 ch dérivée du moteur d'origine, la 70 ch va bénéficier d'un véritable travail de fond et permettre de transformer son Abarth en véritable voiture de course. 

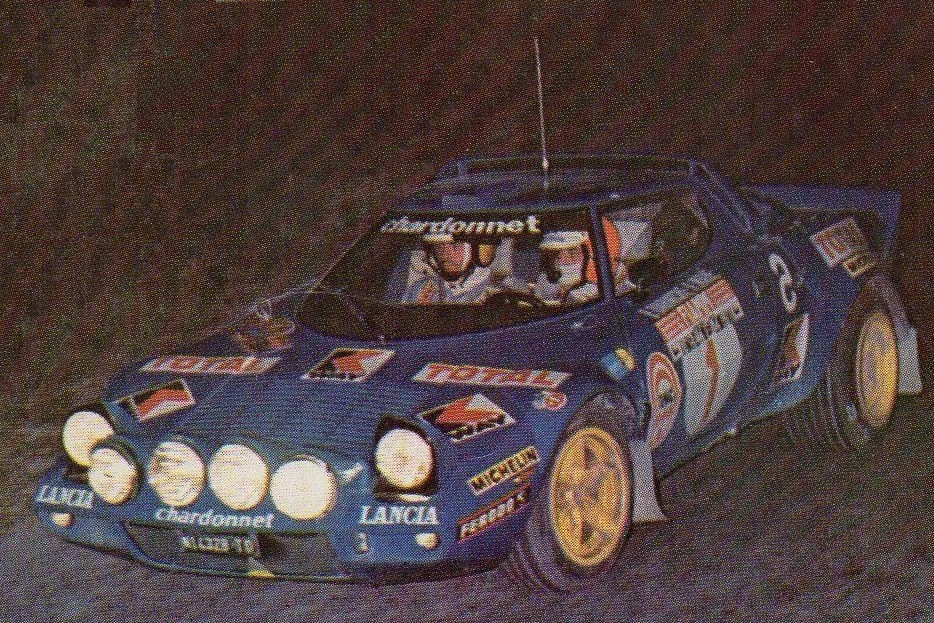
Bernard Darniche sur Lancia Stratos HF Chardonnet au Rallye Monte-Carlo 1976.

André Chardonnet a toujours aimé la compétition. Il a raté de peu le podium du rallye de Monte-Carlo en 1960 où il s'était engagé avec une Citroën DS 19. L'écurie Chardonnet naît entre les mains de Jacques Levacher et de son équipe. Ils créent la coupe Autobianchi et onze A 112 Abarth 70 HP s'alignent au Monte-Carlo 1976. On trouve alors dans l'écurie Chardonnet des noms bientôt célèbres, tels que Michèle Mouton, Pierre Pagani, Jean-Pierre Malcher, Bruno Saby et François Chatriot. Ensuite, c'est Bernard Darniche qui va faire parler de la Lancia Stratos « bleu de France », avec plus de 40 victoires sur 50 courses.
La plus célèbre restera l'édition 1979 du Monte-Carlo où la victoire de Darniche et Mahé est remportée devant Waldegaard à quelques secondes près. « Chardonnet Compétition » va remporter trois victoires en championnat du Monde, deux titres de champion de France et deux titres de champions d'Europe. Après la Stratos, c'est le coupé Lancia 037 qui sera engagé durant les saisons 1983 et 1984 avec Jean-Claude Andruet comme pilote et Pionner comme sponsor.
En 1985, alors que l'Autobianchi A112 Abarth 70 HP vit ses dernières heures, Chardonnet s'offrira même le luxe d'engager un exemplaire strictement d'origine au Rallye de Monte-Carlo et Elisabeth de Fresquet remportera la coupe des Dames au scratch.
En 1986, c'est grâce à ses conseils que Lancia va prendre la décision de mettre le V8 de la Ferrari 308 QV sous le capot de la Thema 8.32 (pour 8 cylindres et 32 soupapes).

### 1% du marché français
Chardonnet comptait parmi ses clients de nombreuses personnalités du cinéma dont Alain Delon. C'est la raison pour laquelle ce dernier conduit fréquemment des Lancia dans ses films durant les années 1970.
1975 à 1985 sont les grandes années du réseau Chardonnet qui écoule jusqu'à 26 000 voitures par an et atteint 1 % du marché automobile français, une véritable performance pour un importateur privé. Mais la nouvelle direction du groupe Fiat pense que ce chiffre peut encore grimper de 50 %. Le 31 mai 1988, l'épopée Autobianchi-Lancia s'achève, les deux marques sont rattachées directement à la filiale française de Fiat.
Pour rebondir, André Chardonnet se tourne vers Hyundaï, mais l'administration française met son veto à cette importation (avec le recul, le choix était pourtant très judicieux). Il quitte Bobigny et installe ses locaux le long de l'autoroute A1 à Roissy et va finir sa carrière en distribuant l'Italien Maserati, l'indien Maruti 800, le 4x4 roumain ARO 10 et les Bertone Freeclimber à moteur BMW. En octobre 1992, la société Chardonnet disparaît.

## Modèles spécifiques créés par Chardonnet
- Autobianchi
  - A112 Appia (septembre 1977), Abarth SL (1979), Ardéa (septembre 1985)
  - Y10 Yearling (février 1986), AC (octobre 1986, 2 exemplaires vendus)[6]
- Lancia
  - Beta Alitalia (1974), Turini (décembre 1980), coupé Turini (décembre 1980)
  - Trevi AC (1982)
  - Delta AC (1982), HF turbo Martini (1984), Aurélia (novembre 1985)
  - Prisma Symbol (mars 1987)
- Fiat-Polski/FSO
  - 125P berline Linda 160, puis 1500 Berline (mai 1984-1987), break Montana (1984-1991), pick-up Arizona (1984-1991)
  - Polonez Mistral (1987-1991), Alizé (1987-1991), Président (1989)
- Zastava
  - 1100 TZ (1976), Contact (novembre 1979-1982)[7], Nogaro (novembre 1979-1982)
  - Yugo 45 AC (octobre 1982), Business (1989, version utilitaire à 2 places assises)
  - Florida Orlando (mars 1991)
- Bertone
  - Freeclimber Blue Lagoon (1991)